# Жупель
Жупель или Жупень — озеро карстового происхождения на правом берегу верхнего течения Оки, располагается у села Сныхово на территории муниципального образования Правобережное Белёвского района в западной части Тульской области России. Второе по величине (после Шиловского) озеро Тульской области.
Длина озера 200 метров, ширина 120 метров. Глубиной до 4 метров. Высота над уровнем моря — 133,7 м. Сообщается с Окой через периодически пересыхающую протоку.
Есть мнение, что название озера произошло от французского слова «jupe» (юбка). Говорят, что в 1812 году, французские солдаты наблюдали как местные женщины ловили там юбками рыбу. Однако, данная этимология не имеет ничего общего с реальностью. Наполеоновских войск на территории Тульской губернии никогда не было. Более вероятно происхождение от слова «жупа», которое, по данным словаря В. И. Даля означало: селение, рудник или «жупелица» — чёрная змея.